# Cratoselache pruvosti
Il cratoselache (Cratoselache pruvosti) è un pesce cartilagineo estinto, appartenente agli ctenacantiformi. Visse nel Carbonifero inferiore (circa 345 - 340 milioni di anni fa) e i suoi resti fossili sono stati ritrovati in Europa.

## Descrizione
Questo pesce doveva essere lungo circa un metro e mezzo e doveva richiamare, nell'aspetto generale, lo "squalo" arcaico Cladoselache del Devoniano. Cratoselache possedeva numerose caratteristiche tipiche degli elasmobranchi nelle mascelle e nella struttura del cinto pettorale, ma era caratterizzato dalla presenza di placche ossee o calcificate che sembravano far parte della sommità del cranio; queste placche sono state descritte come non assimilabili a placche dermiche. Il cinto pettorale di Cratoselache era molto simile a quello di Cladoselache ma per alcuni versi anticipava quello dei successivi ctenacantiformi.

## Classificazione
Descritto per la prima volta nel 1924 da Arthur Smith Woodward e Michel Legraye, Cratoselache pruvosti è noto per un esemplare rinvenuto in terreni del Carbonifero inferiore di Denée, in Belgio. I fossili sono stati attribuiti variamente ai placodermi artrodiri, ai placodermi stensioellidi o ai gemuendinidi a causa delle strane placche sul capo, ma fu Stensio nel 1963 a istituire l'ordine Cratoselachi e ad attribuire correttamente questo animale agli elasmobranchi. Più di recente Rainer Zangerl (1981) ha indicato che Cratoselache doveva essere un rappresentante aberrante degli ctenacantiformi. 